# Шанування святих

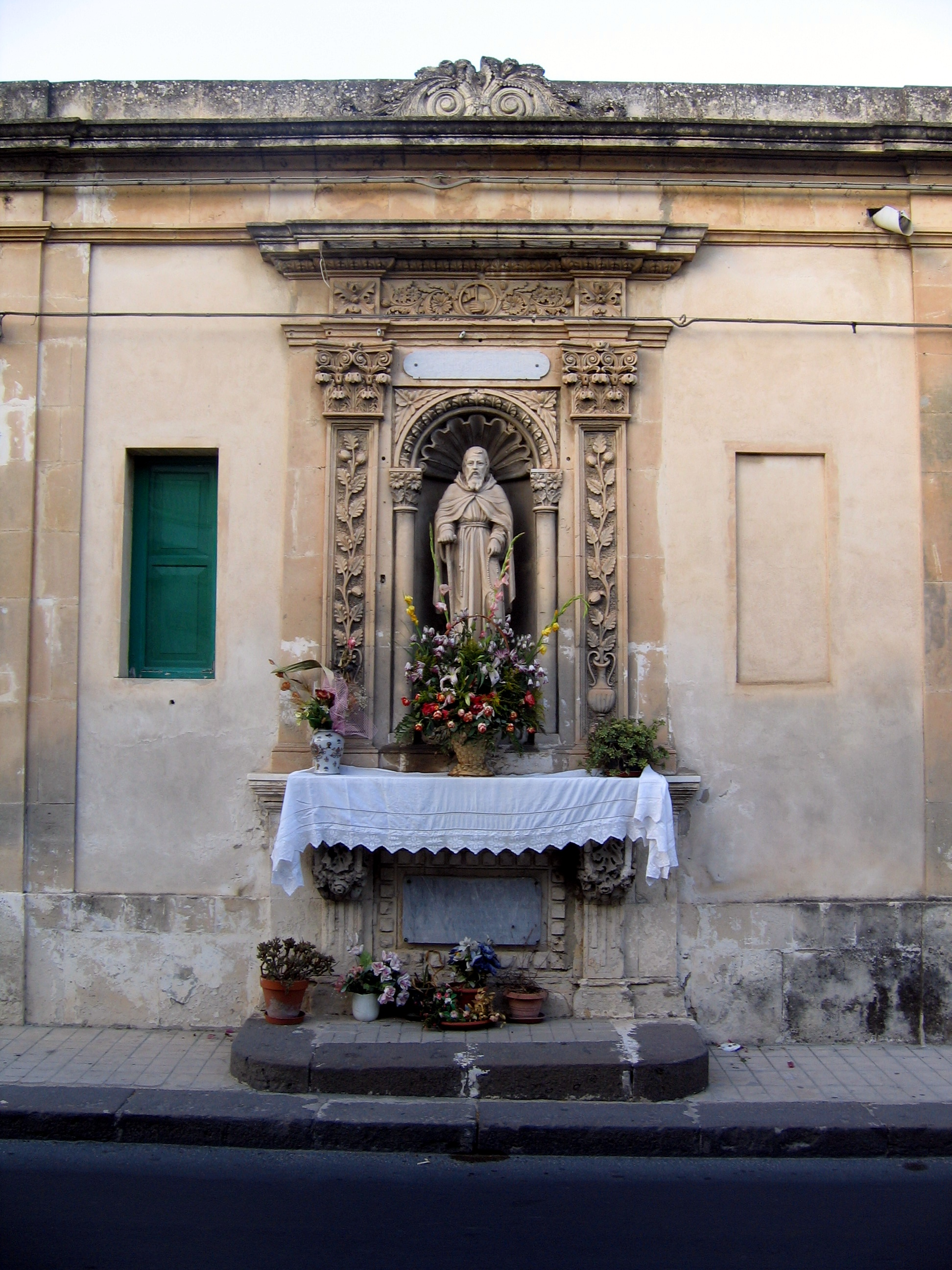
Вшанування в Ното (Сан-Коррадо)

Шанування святих (лат. veneratio) — акт вшанування святого, особи, яка має високий ступінь святості чи праведності. Подібне шанування ангелів виявляють у багатьох релігіях світу. Етимологічно дієслово лат. venerare «шанувати» означає «ставитися з повагою й пошаною». Шанування святих практикується, формально чи неофіційно, прихильниками деяких гілок усіх основних релігій світу, включаючи християнство, юдаїзм, індуїзм, іслам та буддизм.
У християнстві шанування святих практикується Східною православною церквою, римо-католицькою церквою та східно-католицькою церквою, усі з яких мають різні види канонізації чи прославлення (почитання). У католицькій і православній церквах, зовнішнє шанування показано шанобливим поклоном або знаком хреста перед іконою, реліквією, або статуєю, або у паломництві до місць, пов'язаних зі святими. Загалом, шанування протестантами не практикується.
Індуїзм має давню традицію шанування святих, виражену щодо різних гуру та вчителів святості, як живих, так і мертвих. Гілки буддизму включають офіційне ритуальне поклоніння святим, а буддизм Махаяни класифікує ступені святості для наслідування.
В ісламі шанування святих практикується багатьма прихильниками традиційного сунітського ісламу (сунітські суфії, наприклад) та шиїтського ісламу, а також у багатьох країнах, таких як Туреччина, Єгипет, Південна Азія та Південно-Східна Азія. Інші: секти, такі як вакхабісти, ненавидять цю практику.
В юдаїзмі немає класичного чи формального визнання святих, але існує довга історія шанування біблійних героїв і мучеників. Євреї в деяких регіонах, наприклад у Марокко, мають давню і широко поширену традицію шанування святих.

## Індуїзм
Індуїзм має давню і живу традицію шанування садху (святих) і махатм (вознесених). Рухи бгакті популяризували й популяризують відданість святим особам, таким як садху, баба та гуру, як моделі, що показує шлях до звільнення від страждань (спасіння від гріхів).

## Буддизм
Обидві головні гілки буддизму, Тхеравада і Махаяна, визнають тих, хто досяг високого ступеня просвітління як Архата. Буддизм Махаяни особливо акцентує увагу на силі святих, щоби допомогти простим людям на шляху до просвітлення. Тих, хто досяг просвітлення і відклав своє повне бодхі, щоби допомогти іншим, називають бодхісатвами. Буддизм Махаяни має офіційні ритуальні практики шанування святих, а також дуже специфічні «рівні святості». Тибетські буддисти шанують особливо святих лам і Далай-лам, як святих.

## Юдаїзм
Хоча ортодоксальний юдаїзм не підтримує шанування святих як таке, але шанування та паломництво до місць поховання святих юдейських лідерів є давньою частиною традиції.
Сьогодні деякі юдеї зазвичай відвідують могили багатьох праведних юдейських лідерів (цадиків). Традиція особливо сильна серед марокканських євреїв та євреїв сефардського походження, хоча також серед євреїв-ашкеназі. Це особливо помітно в Ізраїлі, де поховано багато святих юдейських лідерів. Печера патріархів у м. Хевроні, гробниця Рахілі у м. Віфлеємі та печера Маймоніда в Тіберії є прикладами місць поховання, які приваблюють великі паломництва в Ізраїлі. В Америці єдиним таким прикладом є могила рабина Менахема Менделя Шнеерсона (охель в м. Нью-Йорку на цвинтарі Квінсу), де він похований разом зі своїм тестем. Сам Шнеерсон за життя часто відвідував могилу (охель) свого тестя, де читав листи та писав молитви, а потім клав їх на могилу. Сьогодні могилу Шнеєрсона відвідують євреї ортодоксального, реформаторського та консервативного походження, а також неєвреї. Відвідувачі зазвичай читають молитви псалмів і приносять з собою прохання з молитвами, написаними на шматочках паперу, які потім розривають і залишають на могилі.

## Християнство
Шанування тих, хто вважався святими, почалося ще в ранньому християнстві, до того ж мученикам спочатку віддавали особливу шану. Офіційне церковне поминання святих у м. Римі починається з III століття. З часом пошану почали віддавати й тим християнам, які жили життям святості та праведності. Різні конфесії визначають і шанують святих по-різному, деякі мають формальну канонізацію або прославлення. Але це перший крок до того, щоби офіційно визнати когось святим.
Церковні богослови здавна прийняли терміни лат. latria для поклоніння єдиному Богові, а лат. dulia (грец. δουλεία) і проскинеза (лат. adoratio) для шанування ангелів, святих, мощей та ікон.

### Гіпердулія
Католицька та східно-православна теології також включають термін гіпердулія для визначення пошани спеціально відданими Марії (матері Ісуса), у католицьких та східно-православних традиціях.

### Католицтво

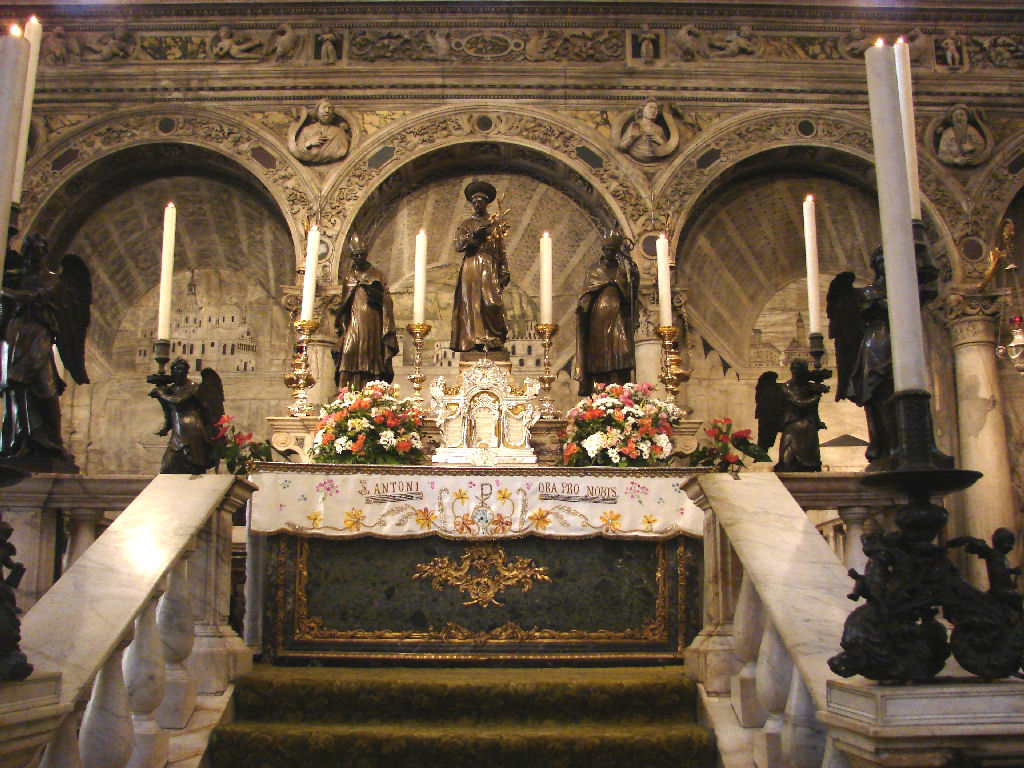
Гробниця святий Антоній Падуанський, Італія (шанування могили святого).

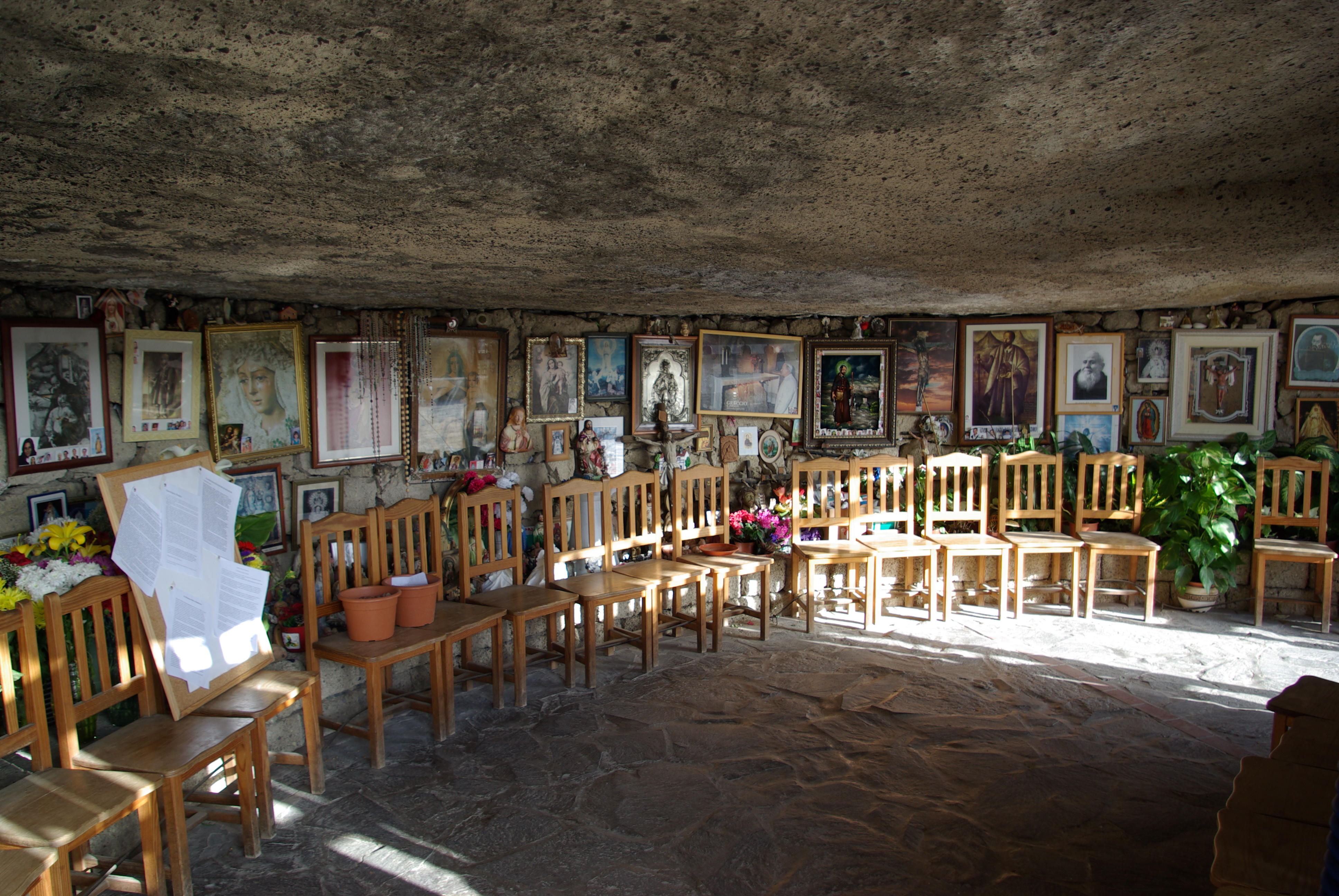
Печера святий Педро де Сан Хосе Бетанкур на Тенеріфе, Іспанія (шанування місця, пов'язаного зі святим).

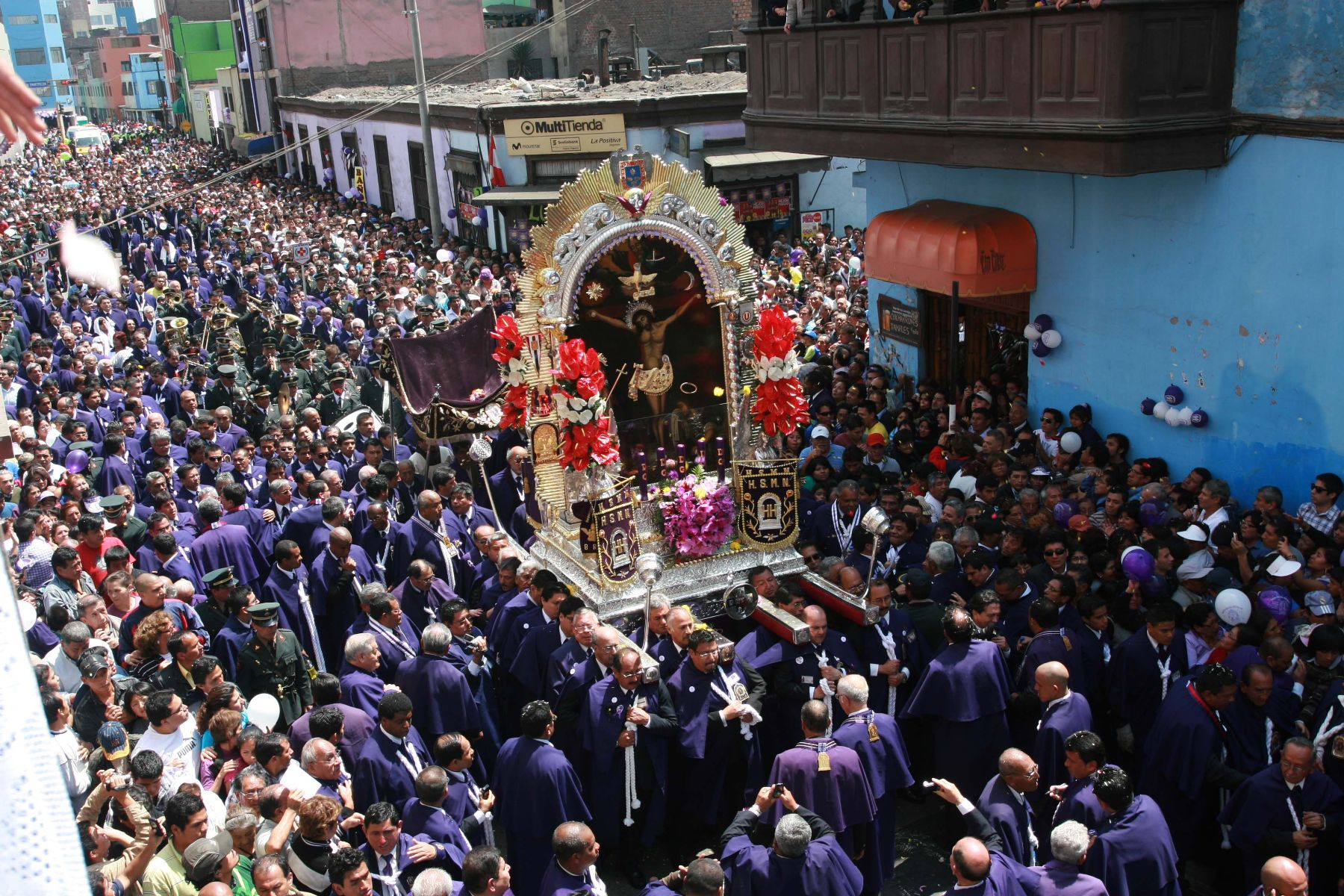
Хресна хода Господа Чудотворця в Ліма, Перу (шанування образу святого).

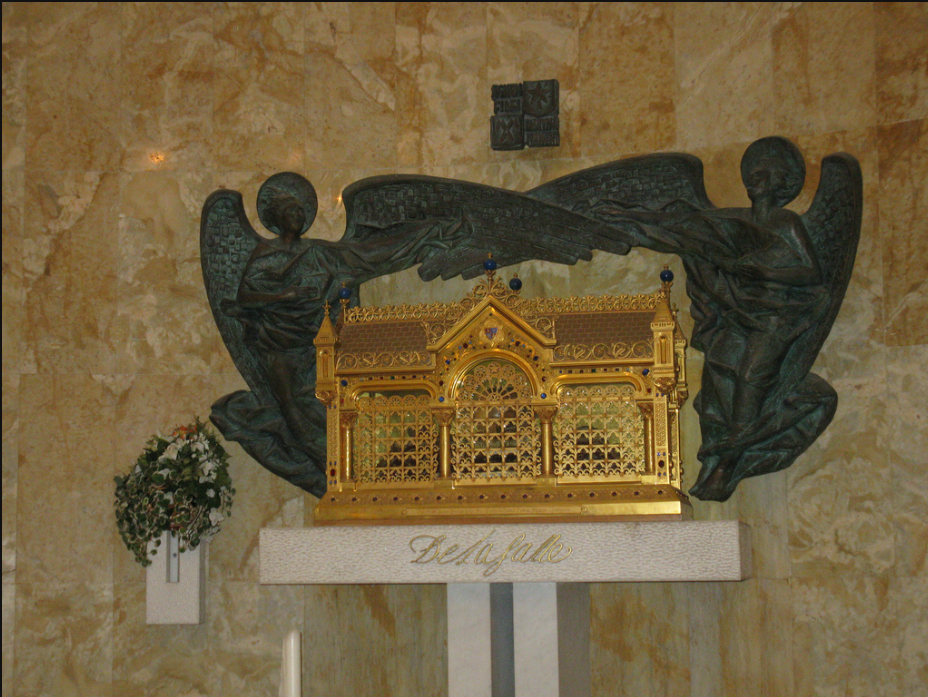
Мощі святий Жана-Батиста де Ла Саль в Рим, Італія (шанування мощей святого).

У католицтві вшанування святих є різновидом поваги, відмінним від справжнього поклоніння, яке належить лише Богові. За словами Марка Міравеля з Францисканського університету Стюбенвіля, слово «англ. worship» асоціюється як з поклонінням, так і з обожнюванням:

Як колись пояснив св. Тома Аквінський, поклоніння, яке в класичній теології відоме як «лат. latria», є поклонінням і шаною, які справедливо приносяться лише Богові. Це прояв підпорядкування та визнання залежності, належним чином показується ставлення до досконалості нествореної божественної Особи та її абсолютної влади. Тільки Бог заслуговує на поклоніння як Творець. Хоча ми помічаємо ширше вживання слова «поклоніння», яке може не відноситися до форми поклоніння виключно Богові — наприклад, коли чоловік каже, що він «обожнює свою дружину», загалом можна стверджувати, що «обожнювання» є найкращим позначенням для поклоніння «лат. latria».
Шанування, відоме як «лат. dulia» в класичному богослов'ї, є повагою і пошаною відповідно до досконалості створеної людини. Досконалість, виявлена створеними істотами, також заслуговує на визнання та вшанування. Загальний приклад шанування ми бачимо у таких заходах, як вручення академічних нагород за відмінність у школі або вручення олімпійських медалей за відмінні досягнення у спорті. Немає нічого, що суперечить належному поклонінню Богові, коли ми пропонуємо відповідну пошану та визнання, яких заслуговують створені люди, засноване на досягненні ними досконалості.
Ми повинні зробити додаткові роз'яснення щодо використання терміна «поклоніння» стосовно категорій поклоніння та шанування. Історично школи богослов'я використовували термін «поклоніння» як загальний термін, який включав як поклоніння, так і вшанування. Вони розрізняли «культ поклоніння» і «культ шанування». Слово «поклоніння» (подібно до того, як традиційно вживається літургійний термін «культ») не було синонімом «шанування», але могло використовуватися для впровадження практики поклоніння або шанування. Тому католицькі джерела іноді використовують термін «шанування» не для позначення поклоніння, а лише для вшанування Діви Марії та святих.

Згідно з Катехизисом Католицької Церкви:
Християнське шанування образів не суперечить першій заповіді, яка забороняє ідолів. Справді, «честь, яка надається образові, переходить до його прототипу», а «хто шанує образ, той шанує людину, зображену на ньому». Честь, яку віддають священним образам, — це «шаноблива повага», а не поклоніння лише Богові: Релігійне поклоніння спрямоване не на образи самі по собі, які розглядаються як прості речі, а в їх відмінний аспект (образ), що веде нас до втіленого Бога. Рух до образу не закінчується в ньому як образі, а прагне до Того, чиїм образом він є.
Тепер римо-католицька традиція має добре усталену філософію шанування Діви Марії через галузь маріології з папськими школами, такими як Маріанум, спеціально присвяченими цьому завданню
Для доктрини Римо-Католицької Церкви, окрім догмату про її Божественне материнство Матір Божа (або Богородиця) була предметом трьох інших різних догматів:
1. Непорочне зачаття (відсутність первородного гріха, з Божої благодаті)
2. Вічна невинність (до, під час і після народження Ісуса, до Її Успіння)
3. Внебовзяття Пресвятої Діви Марії (душею й тілом до Неба).

Особливі ласки, надані Богом Марії, мотивували появу її титулу в теології як Посередниці всіх благодатей для людства, її заступницьку здатність перед Ісусом Христом (Богом) щодо намірів молитви віруючих.

### Східне Православ'я
У літургійній службі Сирійської Православної Церкви «Радуйся, Богородице» вимовляється як передпочаткова молитва після «Отче наш», а також перед підходом священника до престолу. Ім'я Пресвятої Діви Марії також, ймовірно, використовувалося для освячення вівтарів, вище імен усіх інших святих.

### Протестантизм
У протестантських церквах шанування іноді розглядається як єресь ідолопоклонства, а пов'язана з ними практика канонізації святих дорівнює єресі апофеозу. Протестантська теологія зазвичай заперечує реальну відмінність між шануванням і поклонінням та стверджує, що практика шанування святих відволікає християнську душу від її справжнього об'єкта — поклоніння Богові. У своїх «Інститутах християнської релігії» Джон Кальвін писав, що «розрізнення того, що називають дулією та латрією, було винайдено саме для того, щоби дозволити віддавати божественні почесті ангелам і мертвим людям з очевидною безкарністю» Тому Лютер і деякі протестанти вважають шанування одним із видів богохульства.. Проте деякі протестантські течії, зокрема англіканство, допускають шанування святих у спосіб, подібний до католицтва.

## Іслам
Іслам мав багату історію шанування святих (часто званих як валі, що буквально означає «Друг [Божий]»), що занепало у деяких частинах ісламського світу в ХХ столітті через вплив різних течій салафізму. У сунітському ісламі шанування святих було дуже поширеною формою релігійного святкування на початку існування мусульманства, святих почали визнавати у VIII столітті як групу «особливих людей, обраних Богом і наділених винятковими дарами, як наприклад здатність творити чудеса». Класичні сунітські вчені почали визнавати і шанувати цих людей як поважних людей, які були «улюбленцями Бога і які розвивали тісні стосунки любові до Нього». «Віра в чудеса святих (karāmāt al-awliyāʾ) … [стала] вимогою в сунітському ісламі [протягом класичного періоду]», навіть у середньовічних критиків повсюдної практики відвідування могил, як наприклад у Ібн Таймії була рішуча теза: «Чудеса святих є абсолютно правдивими й правильними і визнані всіма мусульманськими вченими. Коран вказує на це в різних місцях, і висловлювання Пророка згадують про це, і той, хто заперечує чудодійну силу святих, є новаторами або послідовником новаторів». Переважна більшість святих, яких шанували в класичному сунітському світі, були суфіями, які були сунітськими містиками та належали до однієї з чотирьох ортодоксальних правових шкіл сунітського права.
Шанування святих зрештою стало однією з найпоширеніших сунітських практик протягом більше тисячоліття, перш ніж у XX столітті проти такої практики виступив салафітський рух, різні течії якого вважають це «неісламським і відсталим… хоча невід'ємною частиною ісламу це було протягом тисячоліття». Подібно до протестантської Реформації конкретні традиційні практики, які салафізм намагався обмежити як в сунітському, так і в шиїтському контексті, включають шанування святих, відвідування їхніх могил, шукання їхнього заступництва та вшанування їхніх мощей. Як зауважив Крістофер Тейлор: «[Протягом усієї ісламської історії] життєво важливим виміром ісламської побожності було шанування мусульманських святих… [втім] через] певні напрямки думки в самій ісламській традиції, особливо яскраво виражені в XIX та XX столітті … [у сучасні дні] деякі мусульмани або чинили опір визнанню існування мусульманських святих взагалі, або розглядали їхню присутність і вшанування їх як неприйнятні».